# ルーカス・デ・コニック
ルーカス・デ・コニック（Lucas de Connick、1996年1月15日 - ）は、プロD2・プロヴァンス・ラグビーに所属するラグビーユニオン選手。

## プロフィール
- フランス出身[1]。
- ポジションはフランカー(FL)、ナンバーエイト(No.8)。
- 身長 194cm、体重 110kg
- ベルギー代表キャップは3（2020年5月現在）[2]。

## 略歴
モンペリエ、ビアリッツを経て、2019年、モンペリエに復帰。
2020年、プロヴァンスに加入。